# Petrus Boumal
Petrus Boumal Mayega (sinh ngày 20 tháng 4 năm 1993) là một cầu thủ bóng đá người Cameroon thi đấu ở vị trí tiền vệ phòng ngự cho FC Ural Yekaterinburg.

## Sự nghiệp

### Sochaux
Boumal gia nhập Sochaux năm 2006. Năm 2010, anh ra mắt cho đội Sochaux B trước Raon-l'Etape. Một năm sau anh được gọi lên đội một và sau vài trận đấu trên ghế dự bị, anh ra mắt Ligue 1 trong trận hòa 0–0 trên sân khách trước Dijon vào ngày 3 tháng 12 năm 2011.

### Litex Lovech
Sau việc Sochaux xuống khỏi hạng nhất, Boumal gia nhập đội bóng Bulgaria Litex Lovech vào ngày 2 tháng 7 năm 2014.

### Ural Yekaterinburg
Ngày 18 tháng 8 năm 2017, Boumal ký hợp đồng với câu lạc bộ Nga Ural Yekaterinburg.

## Thống kê câu lạc bộ

### Câu lạc bộ
Tính đến 28 tháng 11 năm 2015
| Câu lạc bộ         | Mùa giải         | Division                    | Giải vô địch | Giải vô địch | Cúp     | Cúp       | Châu Âu | Châu Âu   | Tổng cộng | Tổng cộng |
| Câu lạc bộ         | Mùa giải         | Division                    | Số trận      | Bàn thắng    | Số trận | Bàn thắng | Số trận | Bàn thắng | Số trận   | Bàn thắng |
| ------------------ | ---------------- | --------------------------- | ------------ | ------------ | ------- | --------- | ------- | --------- | --------- | --------- |
| Sochaux B          | 2010–11          | National 2                  | 15           | 1            | –       | –         | –       | –         | 15        | 1         |
| Sochaux B          | 2011–12          | National 2                  | 22           | 2            | –       | –         | –       | –         | 22        | 2         |
| Sochaux B          | 2012–13          | National 2                  | 17           | 0            | –       | –         | –       | –         | 17        | 0         |
| Sochaux B          | 2013–14          | National 2                  | 14           | 0            | –       | –         | –       | –         | 14        | 0         |
| Sochaux B          | Tổng             | Tổng                        | 68           | 3            | 0       | 0         | 0       | 0         | 68        | 3         |
| Sochaux            | 2011–12          | Ligue 1                     | 1            | 0            | 1       | 0         | –       | –         | 2         | 0         |
| Sochaux            | 2012–13          | Ligue 1                     | 0            | 0            | 1       | 0         | –       | –         | 1         | 0         |
| Sochaux            | 2013–14          | Ligue 1                     | 7            | 0            | 2       | 0         | –       | –         | 9         | 0         |
| Sochaux            | Tổng             | Tổng                        | 8            | 0            | 4       | 0         | 0       | 0         | 12        | 0         |
| Litex Lovech       | 2014–15          | A Group                     | 25           | 0            | 4       | 0         | 2       | 0         | 31        | 0         |
| Litex Lovech       | 2015–16          | A Group                     | 16           | 1            | 4       | 0         | 2       | 0         | 22        | 1         |
| Litex Lovech       | Tổng             | Tổng                        | 39           | 1            | 5       | 0         | 4       | 0         | 48        | 1         |
| CSKA Sofia         | 2016–17          | First League                | 22           | 2            | 4       | 0         | –       | –         | 26        | 2         |
| Ural Yekaterinburg | 2017–18          | Giải bóng đá ngoại hạng Nga | 19           | 0            | 1       | 0         | –       | –         | 20        | 0         |
| Career Tổng cộng   | Career Tổng cộng | Career Tổng cộng            | 158          | 6            | 17      | 0         | 4       | 0         | 179       | 6         |

## Sự nghiệp quốc tế
Boumal được phép thi đấu cho cả Pháp và Cameroon.